# Funcions del llenguatge
Les funcions del llenguatge fan referència a l'ús de la llengua que fa un parlant. Són els diferents objectius, propòsits i serveis que es donen al llenguatge. A cada element del llenguatge -també anomenat factor- li correspon una funció i en preval la que més èmfasi es posa a l'hora de comunicar.
Diversos lingüistes han proposat diferents classificacions de les funcions del llenguatge:

## Segons Karl Bühler
El lingüista Karl Bühler va proposar que existien únicament tres funcions:
- La funció representativa o referencial, per la qual es transmet una informació objectivament. És la funció principal del llenguatge, ja que és la que transmet informació més àmplia.

El parlant expressa alguna cosa, informa sobre una realitat.
- La funció expressiva o emotiva, que expressa sentiments de l'emissor.
- La funció conativa o apel lativa, mitjançant la qual s'influeix en el receptor del missatge mitjançant ordres, mandats o suggeriments.

La Conativa no es pot usar en textos on el lector busca entendre l'ús que pot donar a una eina. Ja que el limita a seguir un camí ja recorregut en lloc de permetre trobar nous resultats. Específicament manuals tècnics o instruccions d'ús.

## Segons Roman Jakobson

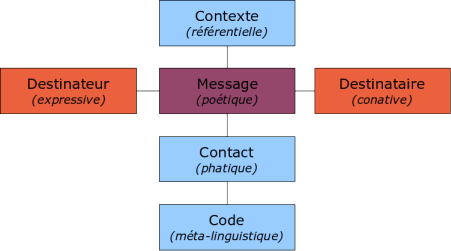
Esquema general de la comunició humana de Jakobson, 1968

Aquest model li semblava molt incomplet a Roman Jakobson, que va caracteritzar millor les funcions de Bühler i en va afegir tres més sobre els eixos dels factors de la comunicació

### Funció apel·lativa o conativa
Es diu conativa de llatí "conatus" (inici), perquè l'emissor espera l'inici d'una reacció per part del receptor.
Se centra en el receptor. És la funció de mandat i pregunta. Els seus recursos lingüístics són els vocatius, manera imperativa, oracions interrogatives, utilització deliberada d'elements afectius, adjectius valoratius, termes connotatius i tota la sèrie de recursos retòrics. Es dona en llenguatge col·loquial, és dominant en la publicitat i propaganda política i ideològica en general. Mitjançant l'ús d'aquesta funció es pretén causar una reacció en el receptor. És a dir amb aquesta funció es pretén que faci alguna cosa o que deixi de fer. Exemples:
Exemple: quan diem «Calla!» O «Obre la porta, si us plau».
Exemple: «Tanca la porta!» - «Observeu les imatges i responeu». Pot passar que una frase aparentment referencial amagui una funció apel·lativa.
Exemple: «La finestra està oberta» - Pot estar fent una mera descripció d'un fet, però també hi pot haver un context: «Tanca la finestra».
Dins el missatge es convida l'oient a fer alguna cosa.

### Funció referencial
És la funció del llenguatge on es posa èmfasi al factor de context. En ser el context tot l'extra comunicatiu, la funció referencial tracta solament successos reals i comprovables, ja que no són opinions ni coses subjectives, el que és una sèrie d'elements verificables.
Està present en tots els actes comunicatius. Es dona quan el missatge que es transmet pot ser verificable, perquè clarament reconeixem la relació que s'estableix entre el missatge i l'objecte (referent). Els recursos lingüístics principals d'aquesta funció són els deíctics.
És la que utilitza el llenguatge denotatiu (el significat primari de les paraules). Prevalen els substantius i verbs, els textos informatius, científics, periodístics com també cartells.
Anomenada també representativa, denotativa o cognoscitiva. Permet oferir coneixements, conceptes, informació objectiva. Està relacionada amb el referent.
Té com a principal objectiu informar. Els textos que la contenen es caracteritzen per ser objectius i unívocs. Aquesta funció la trobem en els anomenats textos científics, el propòsit és oferir coneixements. Es caracteritzen per al·ludir a l'extralingüístic, és a dir, al nostre entorn o el que ens envolta. Exemple: l'home és un ésser racional.

### Funció emotiva o expressiva
Es troba en primera persona i el seu efecte de sentit és d'identificació. També anomenada funció expressiva o simptomàtica. Aquesta funció li permet a l'emissor l'exteriorització de les seves actituds, dels seus sentiments i estats d'ànim, així com la dels seus desitjos, voluntats i el grau d'interès o d'apassionament amb què realitza determinada comunicació. Aquesta funció es compleix, per tant, quan el missatge està centrat en l'emissor: L'expressivitat no es dona a part del que és representatiu, sinó que és una funció del llenguatge que permet una projecció del subjecte de l'enunciació però amb base en una representativitat. Així, en expressions corrents com «aquesta dona em fascina» o «quin matí tan bonic!», Predomina, sens dubte, la funció expressiva, però amb un suport de representació simbòlica donat per l'al·lusió a uns referents.
La funció expressiva o emotiva es manifesta gràcies als significats afectius o connotatius que s'estableixen sobre la base dels significats denotatius: quan parlem, expressem el nostre estat d'ànim, les nostres actituds o la nostra pertinença a un grup social, donem informació sobre nosaltres mateixos, exterioritzem símptomes, encara que no tinguem sempre plena consciència. L'emissor es comunica per transmetre la informació centrada objectivament en la realitat exterior referent a les idees que té sobre ella.

### Funció poètica o retòrica
És la funció orientada al missatge. Apareix sempre que l'expressió atreu l'atenció sobre la seva forma, en qualsevol manifestació en què s'utilitzi el llenguatge amb propòsit estètic. Els seus recursos són variats, per exemple les figures estilístiques i els jocs de paraules. Aquesta funció es troba especialment, encara que no exclusivament, en els textos literaris.

### Funció fàtica o de contacte
Aquesta funció està principalment orientada a confirmar que el canal de comunicació entre l'emissor i el receptor està establert i és actiu. La seva finalitat és iniciar, perllongar, interrompre o finalitzar una conversa o bé senzillament comprovar si existeix algun tipus de contacte. El seu contingut informatiu és nul o escàs i s'utilitza com a manera de confirmació de l'existència de l'altra part i que el missatge es transmet correctament.
La finalitat de la funció fàtica no és principalment informar, sinó facilitar el contacte social per poder transmetre i optimitzar posteriorment missatges de major contingut.
Constitueixen aquesta funció totes les unitats que utilitzem per iniciar, mantenir o finalitzar la conversa. Per exemple: Per descomptat, és clar, escolto, naturalment, entenc, OK, perfecte, bé, ja, d'acord.

### Funció metalingüística
Se centra en el mateix codi de la llengua. S'utilitza per parlar del mateix llenguatge, aclareix el missatge. Es manifesta en declaracions i definicions. 

Exemple: "Totes les paraules esdrúixoles s'accentuen".

## Segons Michael Halliday
Michael Halliday qüestiona les propostes dels lingüistes estructuralistes i generativistes, principalment Ferdinand de Saussure i Noam Chomsky, que fins llavors no permetien un estudi de la combinació "llengua" / "parla" simultàniament. Halliday planteja una nova perspectiva per a l'estudi del llenguatge que integri el component sociocultural com a clau en la seva comprensió. Situa el context com a part intrínseca del llenguatge tornant-lo qüestionable només mentre estigui en ús i ja no separat d'aquest. Considera que el llenguatge és inter i intra organismes, a diferència dels seus antecessors que per a l'estudi prenien només una concepció.
En la seva gramàtica postula diverses funcions del llenguatge, ideativa, interpersonal i textual que es projecten en el seu objecte d'estudi: el text. Aquest pot ser oral o escrit.
Les funcions proposades per Halliday, que estan necessàriament lligades a les nocions de Camp, Tenor i Mode del context situacional, demostren el moment comunicatiu mentre la ideativa és una funció interna que ens proveeix eines (llengua) per expressar la nostra experiència personal i prèvia i també ordenar el missatge que volem transmetre, la interpersonal se centra en les figures parlant-oient/emissor-receptor, per tant, en la manera com haurà de ser usat el llenguatge (+ / - formalitat, + / - efectivitat .. .) i, finalment, la funció textual donarà compte del medi per transmetre, si és un text oral, escrit, si està en una carta o en una nota, etc.
Aquesta unificació de llengua-parla/competència-actuació en l'objecte d'estudi va donar principi a la pragmàtica.

## Funcions del llenguatge segons la Teoria dels actes de parla
La Teoria dels actes de parla va ampliar aquest esquema en contemplar-hi també uns altres dos factors de la comunicació esbiaixats per la interpretació de Jakobson: el context i la situació, de manera que a la funció representativa la va anomenar funció locutiva (el que es diu), a l'expressiva la va anomenar ilocutiva (el que es fa al mateix temps que es diu) i a la conativa perlocutiva (el que s'aconsegueix mitjançant dir). Això va donar origen a la pragmàtica.